# チャールダーシュ (モンティ)
『チャールダーシュ』（Csárdás またはCzardas）は、イタリアの作曲家ヴィットーリオ・モンティが作曲した作品。

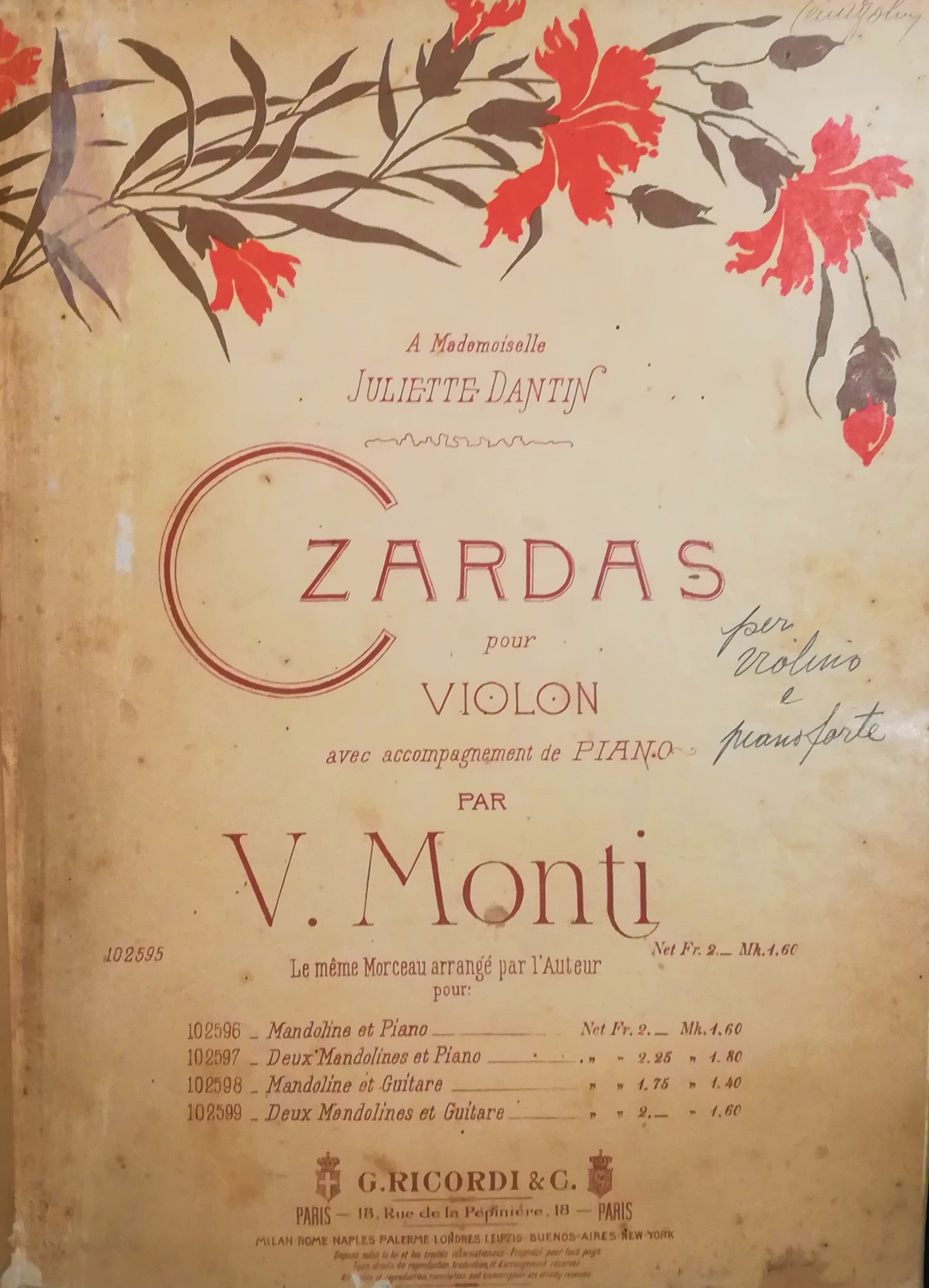
『Czardas per violino e pianoforte』（1904）の表紙

## 概要
元々マンドリンのために書かれた曲であるが、ヴァイオリンやピアノ向けに編曲したものがよく知られており、モンティのこの作品がチャールダーシュの代表曲として日本では有名になっている。
非常に極端で華やかな曲想からスポーツ競技などで演出に用いられる。また、金管楽器では超絶技巧の曲と知られており、木管楽器においても難度の高い曲である。演奏形式としては前述したピアノ伴奏付きの独奏だけでなく、オーケストラ伴奏の協奏曲風なものや、クラリネット四重奏などのアンサンブルなど様々である。

## 構成

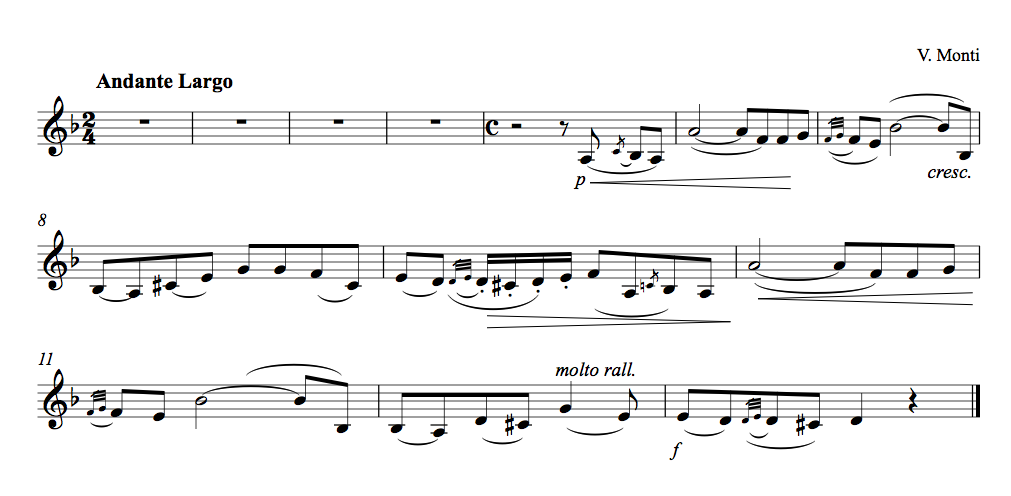
『チャールダーシュ』最初の13小節

以下はピアノ伴奏付きヴァイオリン版についての解説である。
Largo
ニ短調(D-Moll)。4分の2拍子。ピアノの簡単な序奏のあと、ヴァイオリンで拍節の変動が大きい旋律を奏でる。付点リズムが多く軽やか。後続のフリスカ(Friska)とよい対照を成すラッサン(Lassan)。
Allegro vivace
16分音符の続く急速な部分。ヴァイオリンのリスト・スピカートで簡単な音形を弾ききる。途中meno allegro(molto meno)の部分でニ長調(D-Dur)に転調し、ゆったりとした中で重音奏法とフラジオレットを披露する。
再び同主調のニ短調(D-Moll)に戻るが、最後はニ長調(D-Dur)で華やかに終わる。
軽快で簡潔な小品であることからアンコールピースとしても優れている。

## モンティの「チャールダーシュ」が使用された作品など
- アメリカ合衆国のミュージシャンであるレディー・ガガの楽曲「アレハンドロ」でこの曲が引用されている。
- バンダイナムコエンターテインメントが2015年に発売した音楽ゲーム「太鼓の達人 Vバージョン」で、この曲をアレンジした楽曲「チャーリー ダッシュ！」が収録されている。
- フィギュアスケートでは、浅田真央が2006～2007シーズンのフリースケーティング曲としてこの曲を使用した。
- わろてんか（2017年度下期NHK連続テレビ小説）では、無声映画の楽師から漫才芸人への転身を目指す川上四郎（演・松尾諭）がアコーディオンの十八番の曲として披露している。